# ダリル・ウェブ
ダリル・ウェブ（Darryl Webb、1988年1月16日 - ）は、アメリカ合衆国出身のバスケットボール選手である。ポジションはフォワード・センター。身長196cm、体重103kg。

## 来歴
ペンシルベニア州立インディアナ大学に入学。
その後、ドイツ、オランダを経て、2013年に来日し、日立サンロッカーズ東京に入団。1シーズンのみで退団。

## 経歴
- ペンシルベニア州立インディアナ大学 - Crailsheim Merlins（ドイツ） - Landstede Basketbal Zwolle（オランダ） - 日立サンロッカーズ東京（2013）[1]